# Continuante
En fonética y fonología, una continuante es un sonido del habla que se produce sin que haya interrupción completa del flujo de aire en ningún momento. Las continuantes incluyen tanto a las sonantes como a las fricativas. Las no continuantes incluyen a las oclusivas. Las africadas son ambivalentes puesto que su inicio es no-continuante pero su final es continuante, eso hace que fonológicamente a veces se alineen con las oclusivas (no-continuantes) y otras veces con las fricativas (continuantes).

## Descripción
Técnicamente continuantes incluyen a todas las vocales, las aproximantes, las nasales, las líquidas (vibrantes o laterales) y las fricativas. Desde un punto de vista articulatorio se oponen a las obstruyentes no-continuantes, es decir, las africadas y las oclusivas.